# Нетяжино
Нетя́жино (укр. Нетяжино) — село в Прилукском районе Черниговской области Украины. Население — 159 человек. Занимает площадь 1,24 км².
Код КОАТУУ: 7424185501. Почтовый индекс: 17572. Телефонный код: +380 4637.

## География
Расстояние до районного центра:Прилуки : (21 км.). Расстояние до областного центра:Чернигов ( 122 км. ). Расстояние до столицы:Киев ( 114 км. ). Расстояния до аэропортов:Борисполь (88 км.). Ближайшие населенные пункты: Новая Тернавщина 2 км, Покровка 3 км, Яблоновское и Петровское 4 км.

## Власть
Орган местного самоуправления — Нетяжинский сельский совет. Почтовый адрес: 17572, Черниговская обл., Прилукский р-н, с. Нетяжино, ул. Победы, 13.